# Amshey Nurenberg

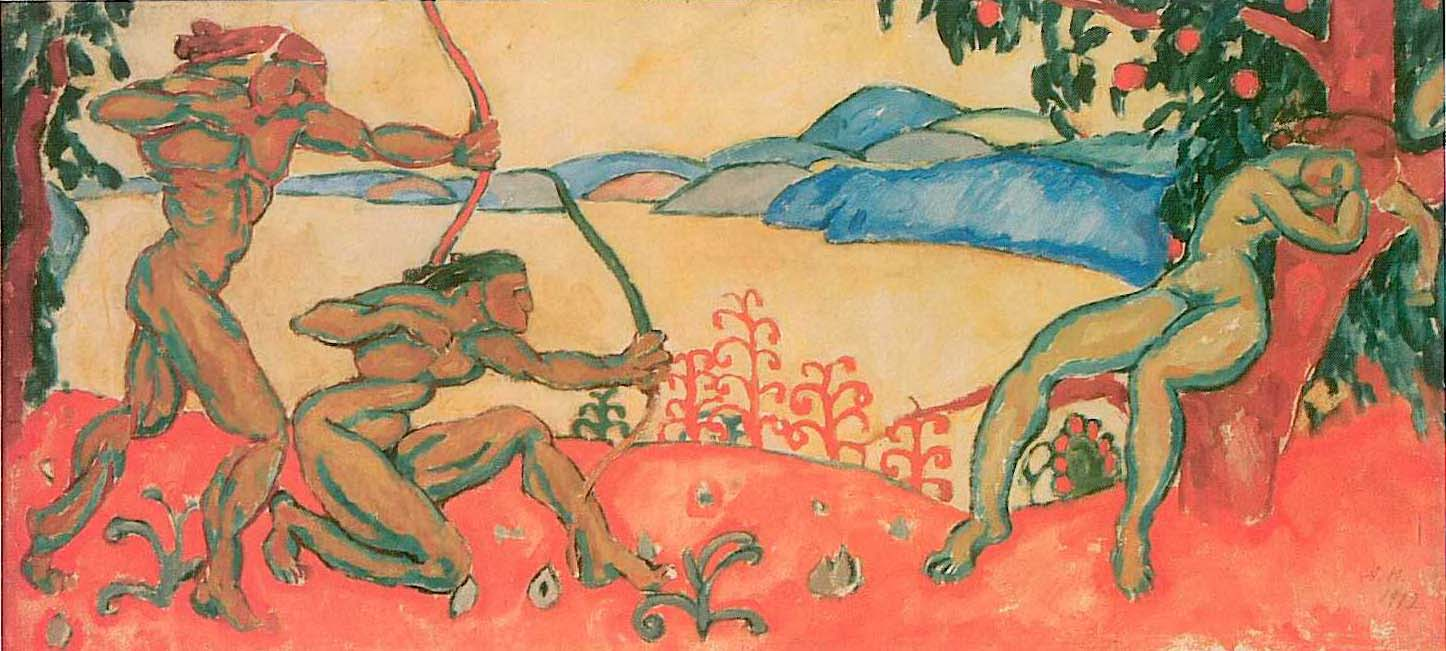
A caça: motivo ancestral. Óleo sobre tela. 1912.

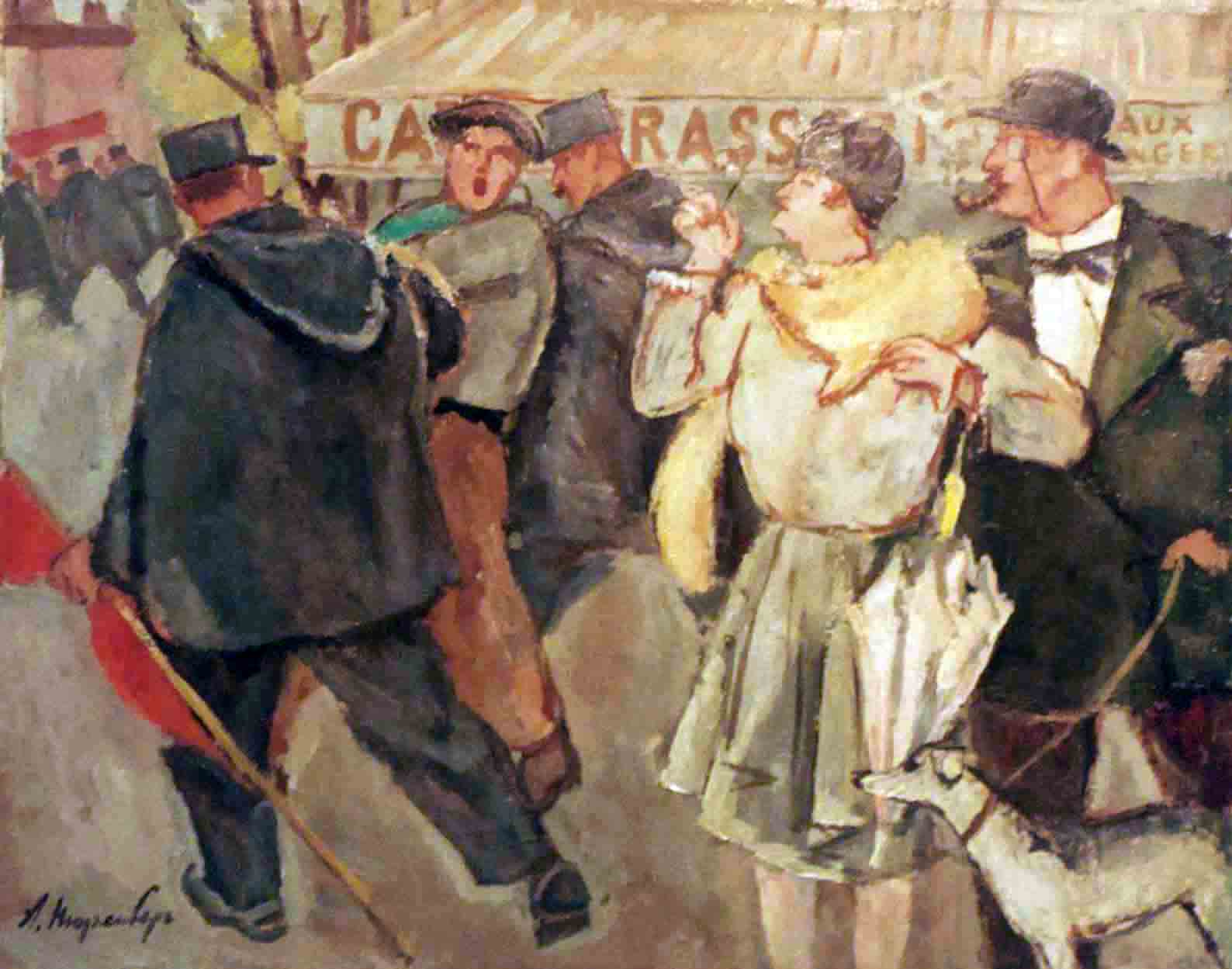
Suínos burgueses. Óleo sobre tela, 1929-30. Galeria Tretyakov, Moscovo.

Amshey Markovich Nurenberg (em ucraniano:  Амшей Маркович Нюренберг, em russo:  Амшей Маркович Нюренберг; 17 de abril de 1887, Elisavetgrado - 10 de janeiro de 1979 (91 anos), Moscovo) foi um pintor, artista gráfico, crítico de arte Ucrânia.

## Biografia
Entre 1904 e 1910 estudou na Escola de Artes de Odessa com Cyriaque Costandi. Depois de se ter graduado, continuou a sua formação em Paris. Viveu no Quartier Latin juntamente com outros artistas Russos e durante um ano partilhou atelier com Marc Chagall na residência de artistas La Ruche. Em 1913 regressou a Odessa, onde liderou o grupo de artistas modernistas Os Independentes e onde também fundou a escola privada Estúdio Livre em 1918. Participou também nas exposições de artistas de Odessa. Depois da Revolução Russa de 1917 foi nomeado Comissário do Povo para as Artes de Odessa e para a chefia do Comité para a Protecção do Património Artístico e Histórico.
A partir de 1920 passa a residir em Moscovo, onde foi o primeiro colunista de arte no jornal Pravda. Trabalhou também na Agência Telegráfica Russa juntamente com Vladimir Mayakovsky e foi professor de História da Arte Ocidental na escola artística VKhUTEMAS. Entre 1927 e 1929 foi enviado a Paris pelo Comissário de Educação Anatoly Lunacharsky com o objectivo de organizar seminários sobre a nova arte Soviética. Em 1932 esteve também envolvido na organização da União Regional de Moscovo dos Artistas Soviéticos, que mais tarde seria alargada a União dos Artistas da URSS. Durante a II Guerra Mundial, Nurenberg esteve presente na evacuação de Tashkent. COntinuou a trabalhar como pintor, tendo completado uma série de quadros de oposição à guerra. Depois do conflito, continuou a trabalhar em Moscovo, especialmente para o Museu da Revolução.
Durante a sua vida, Nurenberg trabalhou em diversos estilos, desde a vanguarda ao realismo, tendo permanecido sempre fiel à tradição da Escola de Paris.